# Axis porcinus
El ciervo porcino o ciervo cerdo (Axis porcinus) es una especie de mamífero artiodáctilo de la familia Cervidae.

## Distribución

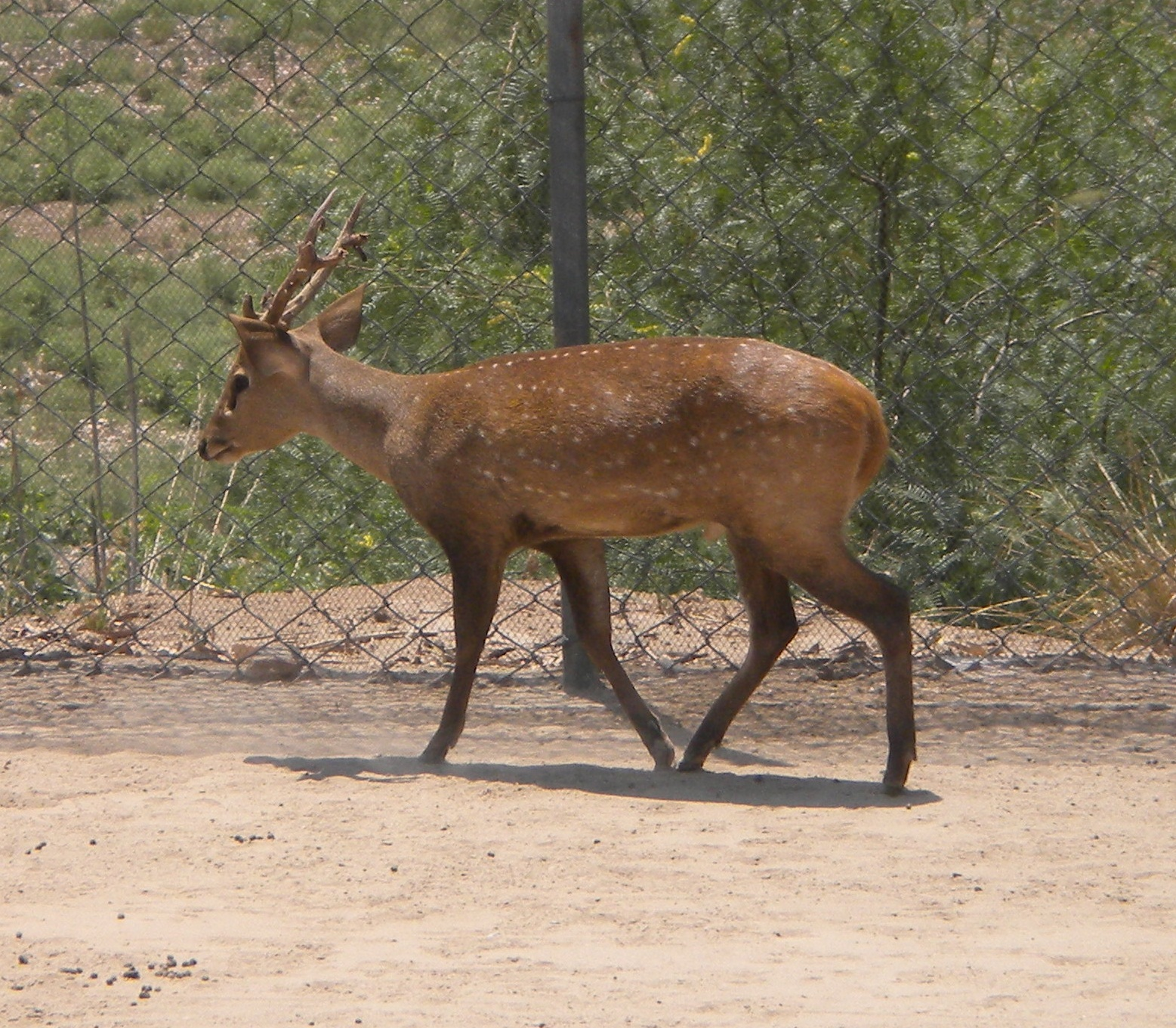
Ciervo porcino en el Punyab, India.

Se encuentra en el sudeste asiático (Bangladés, Bután, Camboya, China, India, Nepal, Pakistán, y reintroducido en Tailandia). Asimismo existen poblaciones introducidas en Australia, Sri Lanka y los Estados Unidos (Texas, Florida y Hawái).

## Subespecies
Se reconocen las siguientes subespecies:
- Axis porcinus porcinus
- Axis porcinus annamiticus